# U 515 (Kriegsmarine)

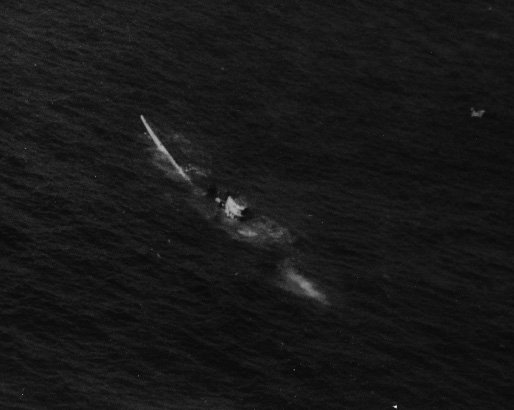
Een zinkende U 515 op 9 april 1944.

De U 515 was een Type IXC U-boot van de Kriegsmarine tijdens de Tweede Wereldoorlog. Hij werd besteld op 14 februari 1940 en aan de afbouw begonnen op 8 mei 1941 op de Deutsche Werft AG, Hamburg (werk 311). De tewaterlating gebeurde op 2 december 1941 en daarna werd hij overgedragen op 21 februari 1942 aan Oblt. Werner Henke. Henke was de enige bevelhebber van de U 515, vanaf 21 februari 1942 tot 9 april 1944, die hij met succes als Kapitänleutnant commandeerde.

## Geschiedenis
Henke voerde zeven patrouilles uit vanaf 21 februari 1942 tot 31 augustus 1942, bij het 4. Unterseebootsflottille als opleiding- en oefenboot. Tijdens die oefenpatrouilles lanceerde hij proeftorpedo's en begin juli werden er tactische oefeningen verricht met andere U-boten.
Op 1 september 1942 tot 9 april 1944 werd de U 515 ingezet bij het 10. Unterseebootsflottille als frontboot en vertrok vanuit Kiel, Noord-Duitsland. Tijdens een patrouille gebeurde een ongeval toen zijn mannen het snelvuurkanon nakeken. Op 20 september 1942 werd Matrosengefreiter (korporaal) Matthias Biazza per ongeluk dodelijk getroffen door de 20 mm mitrailleur die achteraan de commandotoren stond.
Op 23 september 1942 werd zijn boot door een gewapend vrachtschip, de Antonius, aangevallen en kwam in hun schootsveld terecht, zodat Henke noodgedwongen een crashduik moest ondernemen. En terwijl hij op 12 november 1942 een torpedovrachtschip HMS Hecla tot zinken had gebracht en de torpedojager Marne beschadigde, werd de U 515 door dieptebommen van de Britse torpedobootjager HMS Venomous bestookt, doch Henke kon ongedeerd zonder noemenswaardige schade ontsnappen. Op deze tweede patrouille bracht hij de SS Ceramic, een Brits passagiersschip, tot zinken met catastrofale gevolgen voor de opvarenden. 656 personen kwamen om in zee. Henke had één man, een geniesoldaat gered. Dit zou hem later kwalijk genomen worden door de Britten die verdachten van oorlogsmisdaden. (Sources: Blair, vol 2, page 111)
Op 6 september 1943 had Henke de konvooien OS-54 en KMS-25 de hele dag nagejaagd maar hij werd opgemerkt en bijna ingesloten door aanvallende escorteschepen, zodat hij een crashduik moest ondernemen. Het Britse fregat HMS Tavy viel nauwkeurig de U-boot aan en dwong Henke te doen duiken naar een diepte van 820 voet (250 m), die de U-boot echter overal beschadigde en dat het bijna zijn einde betekende. Werner Henke kon ontsnappen en brak voortijdig zijn patrouille af en bereikte Frankrijk op 12 september.  (Sources: Blair, vol 2, page 409)
Op 18 november 1943 werd hij weer door Amerikaanse escortejagers aangevallen toen hij probeerde de gecombineerde konvooien MKS-30 en SL-139 aan te vallen. Na te zijn ontsnapt aan dit geallieerd scheepsgevaar, vertrok hij naar de Canarische Eilanden waar hij zich camoufleerde langs de kust. Daar voerde hij uitgebreide herstellingen uit aan zijn boot, om daarna verder te kunnen gaan op patrouille. (Sources: Blair, vol 2, page 459)

## Ondergang
Op 9 april 1944 werd Kptlt. Werner Henke, een van de top-azen, met zijn U 515 tot zinken gebracht om 15:10. In het midden van de Atlantische Oceaan, ten noorden van Madeira, Portugal, werd de U 515 tot zinken gebracht, in positie 34° 35′ 0″ NB, 19° 18′ 0″ WL door raketten van vier TBF Avengers en Grumman F4F Wildcat-vliegtuigen (VC-58) van het Amerikaanse escorte-vliegdekschip USS Guadalcanal CVE-60) en door dieptebommen van de U.S. escorte-torpedobootjagers USS Pope (DE-134), USS Pillsbury (DE-133), USS Chatelain (DE-149) en USS Flaherty (DE-135). De U 515 zonk weg met zijn achtersteven omhoog in een helling van 45°, voorgoed naar de zeediepte, nadat hij het genadeschot kreeg van de USS Chatelain (DE-149).
Bij deze aanvallen vielen zestien doden en 44 overlevenden, waaronder Werner Henke, overleefden de strijd. De 44 Duitse manschappen werden opgepikt door de torpedobootjager USS Pope (DE-134).

### Fort Hunt
Werner Henke zelf werd op 15 juni 1944 naar het verhoorcenter gebracht in Fort Hunt, Virginia. Zijn verhoorders dreigden hem (met een vervalste brief) uit te leveren aan het Verenigd Koninkrijk. Britse propaganda beschuldigde Henke van het plegen van oorlogsmisdrijven tegen de opvarenden van de getorpedeerde SS Ceramic. Tijdens zijn overbrenging probeerde Henke te ontsnappen over een hek, maar hij werd na herhaaldelijke waarschuwingen doodgeschoten door een bewaker. Er werd gedacht dat hij koos voor deze vorm van zelfmoord, omdat hij dacht dat hij geconfronteerd en uitgeleverd zou worden aan een "showproces" en veroordeeld zou worden als oorlogsmisdadiger.

## SuccessenU 515
- 21 schepen tot zinken gebracht voor een totaal van 131.769 brt.
- 2 hulpoorlogsschepen tot zinken gebracht voor een totaal van 19.277 brt.
- 1 schip beschadigde voor een totaal van 6.034 brt.
- 1 oorlogsschip beschadigde voor een totaal van 1.920 ton.
- 1 schip met een totaal verlies voor een totaal van 4.668 brt.
- 1 oorlogsschip een totaal verlies voor een totaal van 1.350 ton.
- Zie de 27 schepen die door de U 515 tot zinken zijn gebracht - Bekijk de zeven oorlogspatrouilles op Uboat.net

## Wolfpackoperaties
De U 515 opereerde met de volgende Wolfpacks gedurende zijn carrière:
- "Westwall": 25 november 1942 - 25 december 1942
- "Unverzagt": 12 maart 1943 - 22 maart 1943
- "Seerauber": 22 maart 1943 - 30 maart 1943